# مسييه 109

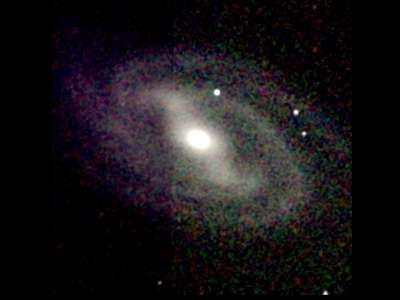
مجرة مسييه 109.

مسييه 109 أو «إن جي سي 3992» هي عبارة عن مجرة حلزونية ضلعية تقع في كوكبة الدب الأكبر. تبعد عنا 46 مليون سنة ضوئية تقريباً ويبلغ قدرها الظاهري 10.6. اكتشفها الفلكي بيير ميشان في عام 1781م. وفي عام 1783م ضمها شارل مسييه إلى فهرسه (فهرس مسييه) وقد كانت الجرم رقم 109 الذي يُصنفه وأيضاً الجرم قبل الأخير لأن الفهرس يحتوي على 110 أجرام سماوية.
في شهر آذار (مارس) من عام 1956م لاحظ الفلكيون وجود مستعر أعظم في مجرة م 109. كان في الجزء الجنوبي من المجره نفسها وبَلَغَ قدره الظاهري ما بين 12.3 و12.8. وقد سمي بـ«م أ 1956م» (اختصار مستعر أعظم) وقد كان المستعر الأعظم الوحيد الذي اكتشف في هذه المجرة.

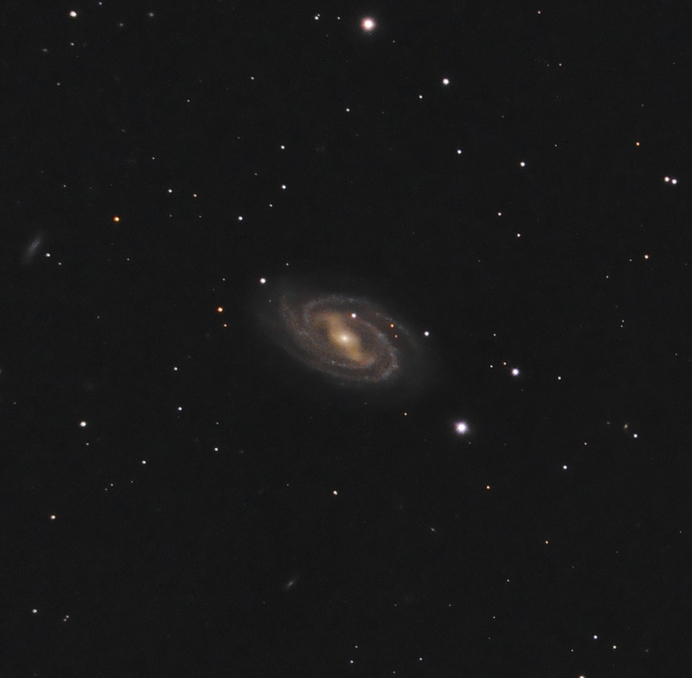
مسييه 109

تملك هذه المجرة ثلاثة مجراتٍ صغيرة (سحب نجمية) مُكتشفة تابعة لها وهي: «يو جي سي 6923» و«يو جي سي 6940» و«يو جي سي 6969» وربما تكون أكثر من هذا. هذه المجرة هي ألمع مجرات مجموعة مجرات م109 وهي مجموعة مجرات ضخمة ربما تحتوي على أكثر من 50 مجرة.

خريطة كوكبة الدب الأكبر ويُرمز لهذه المجرة بـ"م109" وهي تقع بجانب نجم الفخذة.

## اقرأ أيضا
- علم الفلك للأشعة السينية
- سداسية زايفرت
- سكوربيوس إكس-1
- قزم أبيض
- عملاق أحمر
- نجم
- نجم نيوتروني
- مجرة
- الانفجار العظيم
- خط زمني للانفجار العظيم
- ثقب أسود
- نابض
- نجم متغير
- متغير سيفيدي
- نجم الدجاجة إكس-1

1. 1 2 3 4  مذكور في: سيمباد.
2. 1 2 3 4  "Messier 109". اطلع عليه بتاريخ 2018-02-02.
3. ↑  مذكور في: فيزير. لغة العمل أو لغة الاسم: الإنجليزية.
4. ↑  مذكور في: سيمباد. العنوان: M 109. الوصول: 2 فبراير 2018.
5. ↑  مذكور في: Comparison LEDA/SIMBAD octobre 2002. Catalogue to be published in 2003. لغة العمل أو لغة الاسم: الإنجليزية. تاريخ النشر: 2002.
6. ↑  آر. برينت تولى. "Cosmicflows-3". اطلع عليه بتاريخ 2018-02-02.
7. 1 2  آر. برينت تولى (3 Aug 2016). "Cosmicflows-3". المجلة الفلكية (بالإنجليزية) (2): 50. DOI:10.3847/0004-6256/152/2/50.{{استشهاد بدورية محكمة}}:  صيانة الاستشهاد: دوي مجاني غير معلم (link)
8. ↑  Karen Masters (Feb 2007). "Groups of Galaxies in the Two Micron All Sky Redshift Survey". The Astrophysical Journal Letters (بالإنجليزية) (2): 790–813. DOI:10.1086/510201.
9. ↑  آر. برينت تولى (2011). "Cosmic flows: Green Bank Telescope and Parkes H I observations". Monthly Notices of the Royal Astronomical Society (بالإنجليزية): 2005–2016. DOI:10.1111/J.1365-2966.2011.18515.X.
10. ↑  "A catalog of visually classified galaxies in the local (z ~ 0.01) universe". The Astrophysical Journal Supplement Series ع. 2: 27. 15 أبريل 2015. DOI:10.1088/0067-0049/217/2/27.
11. 1 2  "Baryonic distributions in galaxy dark matter haloes - I. New observations of neutral and ionized gas kinematics". Monthly Notices of the Royal Astronomical Society (بالإنجليزية): 689–728. 2016. DOI:10.1093/MNRAS/STW1016.
12. 1 2 3 4 5 6  Thomas H. Jarrett (Feb 2006). "The Two Micron All Sky Survey (2MASS)". المجلة الفلكية (بالإنجليزية) (2): 1163–1183. DOI:10.1086/498708.
13. 1 2 3 4 5  Jennifer K. Adelman-McCarthy (2009). "The SDSS Photometric Catalog, Release 7". VizieR Online Data Catalog: 0.
14. ↑  R. B. Tully (1988). Nearby Galaxies Catalog. Cambridge: Cambridge University Press. {{استشهاد بكتاب}}: الوسيط غير المعروف |الرقم المعياري= تم تجاهله يقترح استخدام |ردمك= (مساعدة)
15. ↑  P. Fouque, E. Gourgoulhon, P. Chamaraux, G. Paturel (1992). "Groups of galaxies within 80 Mpc. II - The catalogue of groups and group members". Astronomy and Astrophysics Supplement. ج. 93: 211–233. مؤرشف من الأصل في 2019-12-13.{{استشهاد بدورية محكمة}}:  صيانة الاستشهاد: أسماء متعددة: قائمة المؤلفين (link)
16. ↑  A. Garcia (1993). "General study of group membership. II - Determination of nearby groups". Astronomy and Astrophysics Supplement. ج. 100: 47–90. مؤرشف من الأصل في 2019-12-13.
17. ↑  G. Giuricin, C. Marinoni, L. Ceriani, A. Pisani (2000). "Nearby Optical Galaxies: Selection of the Sample and Identification of Groups". Astrophysical Journal. ج. 543: 178–194. DOI:10.1086/317070. مؤرشف من الأصل في 2019-01-21.{{استشهاد بدورية محكمة}}:  صيانة الاستشهاد: أسماء متعددة: قائمة المؤلفين (link)